# Zușîți, Horodok
Zușîți (în ucraineană Зушиці) este un sat în comuna Povitno din raionul Horodok, regiunea Liov, Ucraina.

## Demografie
Componența lingvistică a localității Zușîți
     Ucraineană (100%)
Conform recensământului din 2001, toată populația localității Zușîți era vorbitoare de ucraineană (100%).